# Emelie Berggren
Emelie „Empa“ Anna Berggren (* 15. September 1982 in St. Johann in Tirol, Österreich) ist eine ehemalige schwedische Eishockeynationalspielerin und derzeitige -trainerin.

## Karriere
Berggren war über viele Jahre lang eine Schlüsselfigur in der Verteidigung des AIK Solna. 2010 wechselte sie in den Süden von Stockholm, zum Segeltorps IF, ehe sie 2012 zum AIK zurückkehrte und für diesen bis 2014 in der Riksserien spielte. Im Laufe ihrer Karriere gewann sie fünf nationale Meistertitel, davon 2004, 2007, 2009 und 2013 mit dem AIK sowie 2011 mit Segeltorps IF.
Bei den Olympischen Winterspielen 2002 in Salt Lake City gewann sie mit der schwedischen Nationalmannschaft die Bronzemedaille. Insgesamt absolvierte sie 103 Länderspiele für Schweden. Zudem lief sie bei der Eishockey-Weltmeisterschaft der Frauen 2008 für Schweden auf.
Nach der Saison 2013/14 beendete sie ihre Karriere und wurde Cheftrainerin der Frauenmannschaft des AIK.

## Erfolge und Auszeichnungen
- 2002 Bronzemedaille bei den Olympischen Winterspielen
- 2004 Schwedischer Meister mit dem AIK Solna
- 2004 Gewinn des IIHF European Women Champions Cup mit dem AIK Solna
- 2005 Gewinn des IIHF European Women Champions Cup mit dem AIK Solna
- 2006 Gewinn des IIHF European Women Champions Cup mit dem AIK Solna
- 2007 Schwedischer Meister mit dem AIK Solna
- 2008 Gewinn des IIHF European Women Champions Cup mit dem AIK Solna
- 2009 Schwedischer Meister mit dem AIK
- 2011 Schwedischer Meister mit dem Segeltorps IF
- 2013 Schwedischer Meister mit dem AIK